# Myrioblephara flavisecta
Myrioblephara flavisecta là một loài bướm đêm trong họ Geometridae.